# Non per sempre, ma per ora
Non per sempre, ma per ora (Not Forever, but for Now) è un romanzo dello scrittore statunitense Chuck Palahniuk, pubblicato nel 2023.
L'opera è il ventesimo romanzo dello scrittore e narra le vicende di due fratelli, Otto e Cecil, dall'età non dichiarata, che vivono nel Galles e che, come i loro parenti, si occupano di omicidi su commissione e che praticano attività sessuali tra di loro.

## Edizioni
- (EN) Chuck Palahniuk, Not Forever, but for Now, 1ª ed., New York, Simon & Schuster, 2023, ISBN 9781668021415.
- Chuck Palahniuk, Non per sempre, ma per ora, traduzione di Gianni Pannofino, Strade blu, Milano, Arnoldo Mondadori editore, 2024, ISBN 978-8804781912.
- (HU) Chuck Palahniuk, Nem tart örökké, traduzione di László Sepsi, Helikon, 2025, ISBN 9789636203276.